# Grande moschea di Kilwa
La Grande moschea di Kilwa è una moschea sull'isola di Kilwa Kisiwani, in Tanzania. Fu costruita intorno al 1130 d.C.
Al suo interno furono rinvenute ceramiche persiane, infatti l'antico stato di Kilwa commerciava con India e Persia, importando anche ceramiche cinesi.

## Architettura
La moschea si poggia su 22 colonne, seppur in passato ne erano presenti di più, le colonne sorreggono un tetto con 10 cupole di stampo tipicamente islamico. Parte delle cupole sono crollate come il tetto, infatti in passato era probabile che fossero molte di più. 
La moschea possiede anche un Miḥrāb: sebbene oggi sia spoglio e semplice, in passato aveva varie ceramiche ad adornarlo.
In alcune parti della moschea sono stati rinvenuti degli arredamenti in corallo, porcellane e ceramiche.

## Conservazione
La moschea è praticamente abbandonata, infatti la natura la sta invadendo, rendendola sempre più una rovina anonima.